# Arthur Lyon Bowley
Arthur Lyon Bowley (Bristol, 6 novembre 1869 – 21 gennaio 1957) è stato uno statistico ed economista britannico, attivo nella statistica economica e pioniere nell'uso della tecnica campionaria in indagini tipo social survey.
Nel 1894 ottiene l'Adam Smith Prize della Università di Cambridge.
In Mathematical Groundwork of Economics
cercò di avvicinare gli economisti alle tecniche matematiche, essendo in ciò il primo libro in inglese del genere. Portò in tale occasione la Scatola di Edgeworth all'attenzione degli economisti al punto tale che a volte viene citata come Scatola di Edgeworth-Bowley.
Nel 1935 gli viene assegnata la medaglia d'oro del premio Guy della Royal Statistical Society, nel 1938/39 era presidente della Econometric Society e dal 1938 al 1940 presidente della Royal Statistical Society.

## Principali opere
- A Short Account of England's Foreign Trade in the Nineteenth Century, 1893.
- Wages and Income in the United Kingdom Since 1860, 1900.
- Elements of Statistics, 1901. (4th edition in 1920)
- An Elementary Manual of Statistics, 1909.
- Livelihood and Poverty: a study in the economic conditions of working-class households, with A.R. Bennett-Hurst, 1915.
- The Division of the Product of Industry, 1919
- The Mathematical Groundwork of Economics, 1924.
- Has Poverty Diminished?  with M.Hogg, 1925.
- Measurement of Precision attained in Sampling, Bulletin de l'Institut International de Statistique,(1926) 22, Suppl. to Book 1, 1-62. Gallica (after p. 451)
- The National Income 1924 with J. Stamp, 1927.
- Bilateral Monopoly, 1928, Economic Journal.
- F. Y. Edgeworth's Contributions to Mathematical Statistics, 1928.
- New Survey of London Life and Labour, 1930-35.
- Family Expenditure with R.G.D. Allen, 1935.
- Three Studies in National Income, 1939.